# Pangauban (Lelea)
Pangauban is een bestuurslaag in het regentschap Indramayu van de provincie West-Java, Indonesië. Pangauban telt 3782 inwoners (volkstelling 2010).